# Bitka pri Arbali
Bitka pri Arbali se je odvila med Rimljani in Germani leta 11 pr. n. št. Bila je del Druzovih pohodov (12–8 pr. n. št.), ki so se začeli na nestabilnem severu rimskega cesarstva blizu Galije. Ker so germanska ljudstva z vzhoda Galije nenehno napadala Rim, je Avgust poslal svojega posinovljenca Nerona Klavdija Druza.
V okviru operacij Avgusta za zavarovanje meja rimskega cesarstva je Neron Klavdij Druz, vojaški poveljnik in Avgustov pastorek, dobil ukaz, naj pomiri regijo na obeh straneh Rena. Spomladi 11 pr. n. št. je s svojo vojsko prečkal Ren in premagal Usipete. Zgradil je most čez reko Lippe in se prebil skozi ozemlje Sikambrov in Heruskov do Wesserja. 
Med povratkom proti Renu je bila vojska zvabljena v zasedo pri kraju Arbalo. Napadena je bila v ozkem prehodu od strani plemena Heruskov (in mogoče Sikambrov ter elementov sosednjih plemen kakor so bili Hati).
Germani so z izkoriščanjem elementa presenečenja in ugodnega položaja zmagovali, dokler se niso odločili za nekaj časa umakniti, kar je Rimljanom omogočilo, da so prebili sile, ki so branile enega od izhodov in pobegnili. Po bitki je Druzus zgradil utrjeno trdnjavo, kjer se je bitka odvijala. Vendar pa je le 2 leti po bitki pri Arbalu Druzus  umrl po padcu s konja.
Domneva se, da je bil Arbalo blizu današnjega Hamelna ali Hildesheima. Ob koncu pohoda so Rimljani uspeli zavarovati svoja ozemlja na severu.

### Navedbe
1. ↑  Titus Livius, periocha 140: Cherusci Tencteri Chauci aliaeque Germanorum trans Rhenum gentes subactae a Druso referuntur.
2. 1 2 3  Powell, Lindsay (2013). Eager for glory : the untold story of Drusus the Elder, Conqueror of Germania (1 izd.). Barnsley: Pen & Sword Books Ltd. str. Chapter 5: “Drusus the commander”, Section “Ambush at Arbalo”. ISBN 978-1-78303-003-3. OCLC 835973451.
3. ↑  »Battle of Arbalo«. Alisonensis (v ameriški angleščini). Pridobljeno 9. decembra 2022.
4. ↑  »Gale - Product Login«.